# Michele Timms
Michele Margaret Timms (ur. 28 czerwca 1965 w Melbourne) – australijska koszykarka występująca na pozycji rozgrywającej, olimpijka, multimedalistka rozmaitych ligi zawodowych oraz imprez międzynarodowych, od zakończenia kariery zawodniczej – trenerka koszykarska.
Została pierwszą Australijką w historii wybraną do WNBA (1996).
Australijska liga WNBL uhonorowała ją, nazywając jeden z pucharów jej imieniem – Michele Timms Cup. Puchar otrzymuje zwycięzca derbowej rywalizacji – Bulleen Boomers–Dandenong Rangers.

## Osiągnięcia
Na podstawie, o ile nie zaznaczono inaczej.

### Drużynowe
- Mistrzyni:
  - Euroligi (1996)
  - Australii–WNBL (1986-1989, 1992)
  - Niemiec (1996, 1997)
- Wicemistrzyni:
  - WNBA (1998)
  - Euroligi (1997)
  - Australii (1993, 1996)
- Zdobywczyni pucharu  Niemiec (1996, 1997)

### Indywidualne
- Wybrana do: 
  - Galerii Sław Koszykówki FIBA (2016)
  - Galerii Sław Sportu Australii (2004)
  - Koszykarskiej Galerii Sław Australii (2006)
  - Żeńskiej Galerii Sław Koszykówki (2008)
  - I składu:
    - Final Four Euroligi (1996)
    - WNBL (1988-1992, 1994, 1996)
- Uczestniczka meczu gwiazd WNBA (1999)
- Laureatka nagród:
  - Basketball Australia Merit Award (1996)
  - Australia International Player of the Year (1994, 1996)
- Liderka w asystach:
  - Euroligi (1997)
  - WNBL (1994, 1995)
- Klub Phoenix Mercury zastrzegł należący do niej numer 7

### Reprezentacja
- Wicemistrzyni olimpijska (2000)
- Brązowa medalistka:
  - mistrzostw świata (1998)
  - olimpijska (1996)
- Uczestniczka:
  - igrzysk olimpijskich (1988 – 4. m., 1996, 2000)
  - mistrzostw świata (1986 – 9. m., 1990 – 6. m., 1994 – 4. m., 1998)
  - mistrzostwa świata U-19 (1985)

### Trenerskie
(Jako asystentka)
- Mistrzyni Oceanii (2009)
- Brązowa medalistka olimpijska (2012)
- Asystentka podczas igrzysk (2008, 2012, 2016)